# Les Magnils-Reigniers
Les Magnils-Reigniers é uma comuna francesa na região administrativa da Pays de la Loire, no departamento de Vendéia. Estende-se por uma área de 17,96 km². Em 2010 a comuna tinha 1 572 habitantes (densidade: 87,5 hab./km²).